# 石川千代松
石川 千代松（いしかわ ちよまつ、1860年1月30日（万延元年1月8日） - 1935年（昭和10年）1月17日）は、日本の動物学者。進化論を日本に紹介したことで知られる。
1909年には、琵琶湖岸の滋賀県水産試験場の池でコアユの飼育に成功し 、全国の河川に放流する道を開いた。

## 人物
- 1860年1月30日[3]、旗本石川潮叟(周二、1880年没、幕府目付役のち静岡藩権少参事[4][5])の次男として、江戸本所亀沢町（現在の墨田区亀沢・両国辺り）に生まれた[6]。1868年（明治元年）、徳川幕府の瓦解により駿府へ移った。父の潮叟は文武に優れていたが、体が弱く、思うように活躍できなかったため、維新後は旧幕府の武士たちとともに静岡に追いやられたという[7]。友人であった勝海舟は「面倒を見るから上京せよ」と勧めたほか、潮叟没後も家族を支援した[7]。
- 1872年（明治5年）に東京へ戻り、進文学社（本郷元町にあった予備校[8]）で英語を修め、1876年、東京開成学校へ入学した。担任の英語教師フェントン（en:Montague Arthur Fenton）の感化で蝶の採集を始めた。1877年10月、エドワード・S・モース東京大学教授が、蝶の標本を見に来宅した。
- 1878年、東京大学理学部へ進んだ。モースは帰米し、後任の教授は、チャールズ・オーティス・ホイットマン、次いで箕作佳吉であった。1882年、動物学科を卒業し、翌1883年、同教室の助教授となった。その年、モースの講義（1879年）を筆記した『動物進化論』[9]を出版し、進化論を日本で初めて体系的に紹介した。
- 1885年（明治18年）、在官のまま、新ダーウィン説のフライブルク大学アウグスト・ヴァイスマンのもとに留学し、無脊椎動物の生殖・発生などを研究した。1889年に帰国し、翌1890年に帝国大学農科大学（のちの東京帝国大学農学部）教授となった。1893年から翌年まで、東京動物学会（日本動物学会の前身）の会長を務めた。
- 1901年（明治34年）、理学博士になった。研究は、日本のミジンコ（鰓脚綱）の分類、琵琶湖の魚類・ウナギ・吸管虫・ヴォルヴォックスの調査、ヤコウチュウ・オオサンショウウオ・クジラなどの生殖・発生、ホタルイカの発光機構などにわたり、英文・独文の論文も50篇におよんだ。

遡って、ドイツ留学から帰国した1889年（明治22年）秋、帝国博物館学芸委員を兼務し、1900年からは天産部長、動物園監督になり、各国と動物を交換して飼育種目を増やした。1907年頃、石川はハーゲンベックから上野動物園にじらふ（きりん）を求め、日本で初めて見られるようにした。後に、列車での輸送許可を得てなかったとされ、解雇された。石川は、「許可は得ていたのに、高額だったから責任をとらされた」と、親族に語った。じらふをきりんと名付けたくだりは、1928年アルス発行『日本児童文庫; 43 動物園』に、「これはじらふという動物です。きりんと名を付けるのは、あるいは当たらないかもしれませんが、あるアメリカ人の書いた漢書にも、そう書いてあったように覚えています」と記されている。
- 1909年、琵琶湖岸の滋賀県水産試験場の池で、コアユの飼育に成功し、全国の河川に放流する道を開いた。
- 1911年（明治44年）4月27日、帝国学士院会員になった[10]。
- 1924年（大正13年）、東京帝国大学を退き、名誉教授となった。この頃、私立の徳川生物学研究所の評議員となった[11]。
- 1932年（昭和7年）から、明治大学専門部文芸科で自然科学を教えた。
- 1935年（昭和10年）、肺壊疽のため、台北病院で客死した。75歳。墓は谷中霊園にある。

## 家族・親族
妻・貞子は箕作麟祥（箕作阮甫の孫）の長女である。長女・きよは天文学者・寺尾寿の次男で動物学者の寺尾新に嫁した。長男・欣一は、ジャーナリストとなり、父の恩師エドワード・S・モースの『日本その日その日』の翻訳・出版もした。欣一の妻・栄子は渡辺暢・達子夫妻の六女。女優の東山千栄子は渡辺暢・達子夫妻の次女で栄子の姉すなわち欣一の義姉。達子は寺尾寿の妹なので石川家は寺尾家と二重の姻戚関係で結ばれている。
妹キクは鹿児島県士族の又木某に嫁いだ。その息子の又木亭三は現在の桃山学院の学友の野口男三郎（後に猟奇殺人の臀肉事件を起こす）を叔父である千代松の家に寄宿させた。孫に南博がいる。

## 栄典・授章・授賞
位階

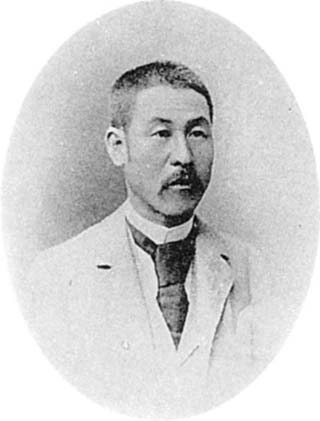
石川千代松

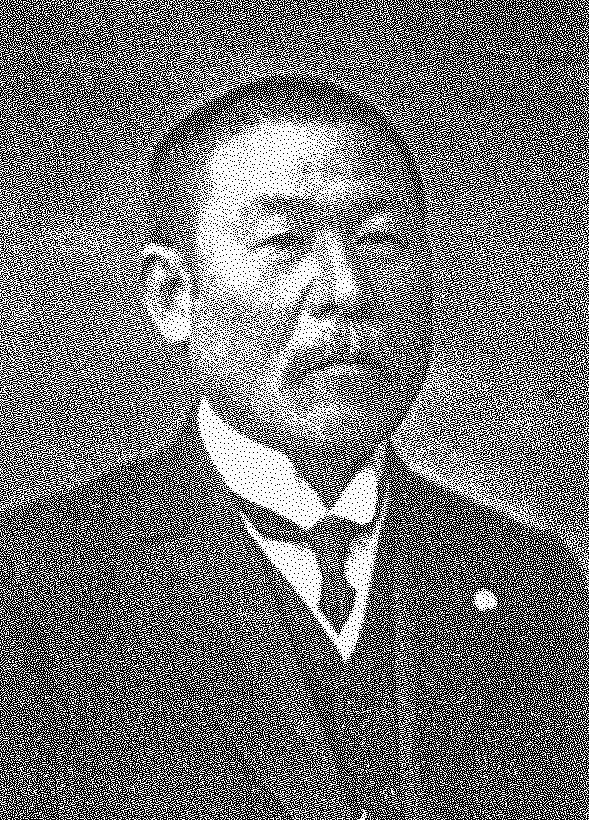
石川千代松

- 1891年（明治24年）12月21日 - 正七位[14]
- 1894年（明治27年）2月28日 - 従六位[15]
- 1898年（明治31年）12月10日 - 正五位[16]
- 1903年（明治36年）12月11日 - 従四位[17]
- 1909年（明治42年）3月20日 - 正四位[18]
- 1914年（大正3年）4月10日 - 従三位[19]
- 1923年（大正12年）5月30日 - 正三位[20]

勲章等
- 1900年（明治33年）12月20日 - 勲四等瑞宝章[21]
- 1904年（明治37年）12月27日 - 勲三等瑞宝章[22]
- 1911年（明治44年）12月26日 - 勲二等瑞宝章[23]
- 1921年（大正10年）12月27日 - 勲一等瑞宝章[24]

## 著作物
（編注）重版・改版は「→」の右に記す。

### 学術雑誌記事など
- （1894）「生物ト外界トノ関係」国分行道編『第3回学士会通俗学術講談会筆記』pp.157-181NDLJP:898316
- （1911）「ホイットマン先生」『動物学雑誌』 23(269) pp.146-150NAID 110003357737(要購読契約)
- （1929）「五十年前の日本の動物学」『動物学雑誌』 41(490) pp.349-358NAID 110003333217(要購読契約)
- （1931）「日本の動物学に関係ある外国人」『岩波講座 生物学』別項、岩波書店NCID BN0869469X
- （1934）「進化論が初めて日本に入った頃」『綜合科学』 1(3) - (6)（全集第4巻収録）

### 単行本
- （1886）『百工開源』常磐屋NDLJP:845557
- （1891）『進化新論』敬業社NDLJP:832188→（1897）NDLJP:832189
- （1892）『動物解剖指針 からすがひ之部』敬業社NDLJP:832772
- （1893）『動物学教科書』冨山房 上NDLJP:832787 下NDLJP:832788→（1897）
- （1894）『新撰普通動物学』冨山房NDLJP:832722→（1901）
- （1900）『中等動物学』冨山房全国書誌番号:40055752
- （1900）『動物解剖指針 しいぼるどみゝず之部』冨山房
- （1901）『動物解剖指針 ひる之部』冨山房
- （1901）『大動物学』冨山房NDLJP:832736
- （1901）『農用動物』大日本実業学会（外山亀太郎と共著）NDLJP:839563
- （1902）『上野動物園案内』東京帝室博物館NDLJP:832644
- （1902）『昆虫学教科書』開成館 新世紀教科叢書NDLJP:832676
- （1902）『動物学教科用掛図々解. ぷろとぷてるす之部』冨山房NDLJP:832793
- （1902）『動物学教科用掛図々解. しいぼるどみ丶ず之部』冨山房NDLJP:832794
- （1903）『動物社会』冨山房 博物叢書2NDLJP:832820
- （1903）『動物の共棲』冨山房 博物叢書4NDLJP:832838
- （1903）『はんざき（鯢魚）調査報告』東京帝室博物館NDLJP:842757
- （1904）『Notes on some new or little known fishes of Japan.. pt.1.』東京帝室博物館→Kessinger Publishing（2009）
- （1906）『動物講話』早稲田大学出版部＜早稲田通俗講話＞1NDLJP:832815
- （1906）『農業動物学』成美堂NDLJP:902190
- （1907）『動物学叢話』博文館 学芸叢書4NDLJP:832804
- （1908）『進化論的動物学綱要』弘道館NDLJP:832709
- （1913）『遺伝の話』弘道館 通俗学芸文庫8NDLJP:948752
- （1913-1916）『動物学講義』金刺芳流堂 上 NDLJP:951095 中 NDLJP:951096 下 (欠)→（1934）上 NDLJP:1142406 中 NDLJP:1142431 下 NDLJP:1142456
- （1916）『家庭博物』婦人文庫刊行会→（2006）クレス出版＜家庭文庫＞ISBN 4877333266
- （1917）『人間の進化』大日本学術協会＜大日本学術叢書＞7NDLJP:952970
- （1921）『動物画噺』丸善NDLJP:961229（藤沢衛彦と共著）
- （1923）『アメーバから人間まで』秀文閣NDLJP:961317→（1947）帝都出版社NDLJP:1150172
- （1925）『自然界の知識』嵩山房NDLJP:1018792
- （1928）『人間』万里閣書房NDLJP:1191800 →（1956）思潮社NDLJP:1375690
- （1928）『動物園』アルス＜日本児童文庫＞43NDLJP:1717247 →（1982）名著普及会
- （1929）『子供動物・植物学』興文社＜小学生全集＞63（上原敬二と共著）NDLJP:1717300
- （1929）『人間不滅』万里閣書房NDLJP:1177655
- （1930）『地球と生物の歴史』アルス＜日本児童文庫＞（渡辺万次郎と共著）45NDLJP:1717249→（1982）名著普及会
- （1930）『進化論』春秋社＜春秋文庫＞NDLJP:1126395
- （1930）『性科学全集 3 性と生命』武侠社→（2006）クレス出版 ISBN 9784877334512
- （1931）『親子・夫婦・兄弟』一元社NDLJP:1176835
- （1933）『科学夜話』時潮社NDLJP:1209919
- （1933）『生物の性愛と貞操』成美堂書店（織戸正満と共著）NDLJP:1211924
- （1933）『最新科学図鑑第5 進化遺伝の科学』アルスNDLJP:1192879
- （1934）『図説石川動植物学概論』学芸書院 本編 NDLJP:1242249 圖譜 NDLJP:1242253
- （1934）『性とホルモン』日本生化学研究所NDLJP:1091313

### 全集
- 全集刊行会（1935-1936）石川千代松全集刊行会編『石川千代松全集』（全10巻）興文社

（1935）1 黎明期の動物學講話NDLJP:1232325
（1936）2 動物繪物語NDLJP:1789150
（1936）3 進化新論NDLJP:1789960
（1936）4 老科學者の手記NDLJP:1790630
（1936）5 通俗動物講話NDLJP:1791640
（1936）6 外遊日記NDLJP:1793029
（1936）7 人生と社會NDLJP:1793739
（1936）8 人類の過去と現在NDLJP:1794384
（1936）9 性と遺傳NDLJP:1795303
（1936）10 進化遺傳NDLJP:1796067

### 訳書
- モールス, エトワルト 著、石川千代松 訳『動物進化論』万巻書房、1883年。NDLJP:832826。→（1887）共同書房
- ワイツマン（1889）『万物退化新説』小川堂NDLJP:832331
- ワイスマン（1907）『自然に於ける退化』冨山房NDLJP:832145
- チャーレス・ダーウヰン（1930）『人間及び動物の表情』春秋社NDLJP:1180410
- ヘルマン・クラアチ（英語版）（1935）『人間の歴史』千倉書房（中目尚義と共訳）NDLJP:1237540

### 論文
- 国立情報学研究所収録論文 国立情報学研究所

## 関連文献
- "Chiyomatsu Ishikawa". Proceedings of the Imperial Academy, Vol. XI No. III, 1935.
  - 日本学士院編 『学問の山なみ 第一 : 物故会員追悼集』 日本学士院、1979年1月
- 『博物館研究』第8巻第2号（石川博士追悼号）、日本博物館協会、1935年2月
- 谷津直秀 「石川千代松博士略伝」（『動物学雑誌』第47巻第562・563号、日本動物学会、1935年9月、NAID 110003359708）
- 町田次郎 「石川千代松伝」（堀川豊永編纂『近代 日本の科学者 第一巻』 人文閣、1941年11月）
- 増井清 「明治･大正の文化につくした生物学者 動物学者 石川千代松先生」（『採集と飼育』第43巻第6号、日本科学協会、1981年6月）
  - 木原均ほか監修『近代日本生物学者小伝』平河出版社、1988年12月、ISBN 4892031402
- 斎藤光 「個体としての生物、個体としての社会 : 石川千代松における進化と人間社会」（阪上孝編 『変異するダーウィニズム : 進化論と社会』 京都大学学術出版会、2003年11月、ISBN 4876986215）
- 小宮輝之 「石川千代松」（青木豊、矢島國雄編 『博物館学人物史 下』 雄山閣、2012年5月、ISBN 9784639021957）